# Fliedermotte
Die Fliedermotte (Gracillaria syringella, Syn.: Xanthospilapterix syringella, Caloptilia syringella) ist eine sehr häufiger Kleinschmetterling aus der Familie der Miniermotten (Gracillariidae). Die Raupen nagen an Blättern von Esche, Flieder und Liguster und rollen sie später tütenförmig ein.

## Aussehen
Die Larven werden bis zu 7 mm lang und sind grüngelblich gefärbt.
Die Motte ist braunweiß gescheckt und hat zwei nach außen stehende Fühler. In Ruhestellung sind die Beine abgespreizt und die Vorderflügel bilden ein Dach.
Die Flügelspannweite beträgt 10 bis 13 mm. 

## Flugzeit
Die Falter sind nachtaktiv. Zu finden sind sie vor allem im Mai, wenn sie in der Abenddämmerung um die Futterpflanzen ihrer Raupen fliegt. Die Flugzeiten sind im Frühjahr von April bis Juni und im Sommer von Juli bis August.

## Lebensweise
Die Raupen dringen durch die Eiunterseite in das Blatt ein und beginnen gemeinschaftlich damit, das Blatt zu minieren. Die Fliedermottenraupe miniert in Blätter der Wirtspflanze Gänge und oft zu mehreren eine große Mine, die mit Larven und Kot gefüllt ist.
Altarven rollen mit einem Spinnfaden ein oder mehrere Blätter zu einer Tüte oder einem Blattwickel und nagen dann gemeinsam die Blattoberseite ab. Dünne Spinnfäden sind zu sehen. Nachts wechseln die Raupen die Blätter und beginnen neue Blätter gemeinsam einzurollen, wobei die Unterseite nach innen gerollt wird. Die Raupen verpuppen sich am Blatt oder im Bodenstreu. Dabei bilden die Raupen ein weißes Gespinst. Auch an Stämmen und im Blattwickel wurden schon Puppen gesehen.
Die Motten legen ihre Eier an der Unterseite der Blätter entlang der Blattadern in einer kleinen Reihe ab. Normalerweise gibt es zwei Generationen. In wärmeren Gegenden kann es auch drei Generationen pro Jahr geben.
Die Larve überdauert den Winter als Puppe im Boden.

## Nahrung
Hauptnahrungspflanze ist der Flieder (Syringa), aber die Larve frisst auch andere Gattungen, wie Liguster (Ligustrum), Spindelbaum (Euonymus), Esche (Fraxinus), Forsythie (Forsythia), Deutzie (Deutzia), Schneebeere (Symphoricarpos) und Schneeball (Viburnum).

## Schadwirkung
Das Schadbild der mit zwei Generationen auftretenden Miniermotten ist unterschiedlich. Die erste Generation frisst Gang- und Platzminen, die zweite Generation rollt die Blätter von der Spitze her tütenformig ein und frisst die Blattoberfläche schabend ab. Sie fressen das Blattgrün ab, man kann dann Ober- und Unterhaut trennen. Es kommt zu Blattdeformationen und entsprechenden braunen Verfärbungen sowie optischen Beeinträchtigungen. Stark befallene Blätter fallen ab.
Bei einem starken Befall verbräunen die Kronen jüngerer Bäume ganz. Manche Pflanzen treiben nochmals aus, erleiden aber einen Zuwachsverlust, vor allem wenn sich der Fraß im Hochsommer fortsetzt. Bei mehrjährigem Befall wurde auch schon das Absterben von einzelnen Eschen beobachtet.

## Bekämpfung
Hauptsächlich bekämpft man mit Niemspritzung. Man kann auch befallene Blattteile herausschneiden und vernichten. Die Winterspritzung erfolgt mit Weißöl. Das Falllaub mit noch vorhandenen Räupchen und Puppen sollte entfernt werden.